# Hockworthy
Hockworthy – wieś i civil parish w Anglii, w Devon, w dystrykcie Mid Devon. W 2011 civil parish liczyła 174 mieszkańców. Hockworthy jest wspomniana w Domesday Book (1086) jako Hocoorde/Hocoorda.